# Ахали цховреба
Ахали Цховреба (груз. ახალი ცხოვრება, «Новая жизнь») — ежедневная большевистская газета, выходившая в Тифлисе с 20 июня по 14 июля 1906 года на грузинском языке. Вышло 20 номеров.
Руководителем газеты был И. В. Сталин, постоянными сотрудниками — М. Давиташвили, Г. Телия, Г. Кикодзе и др.